# Cippes de Melqart

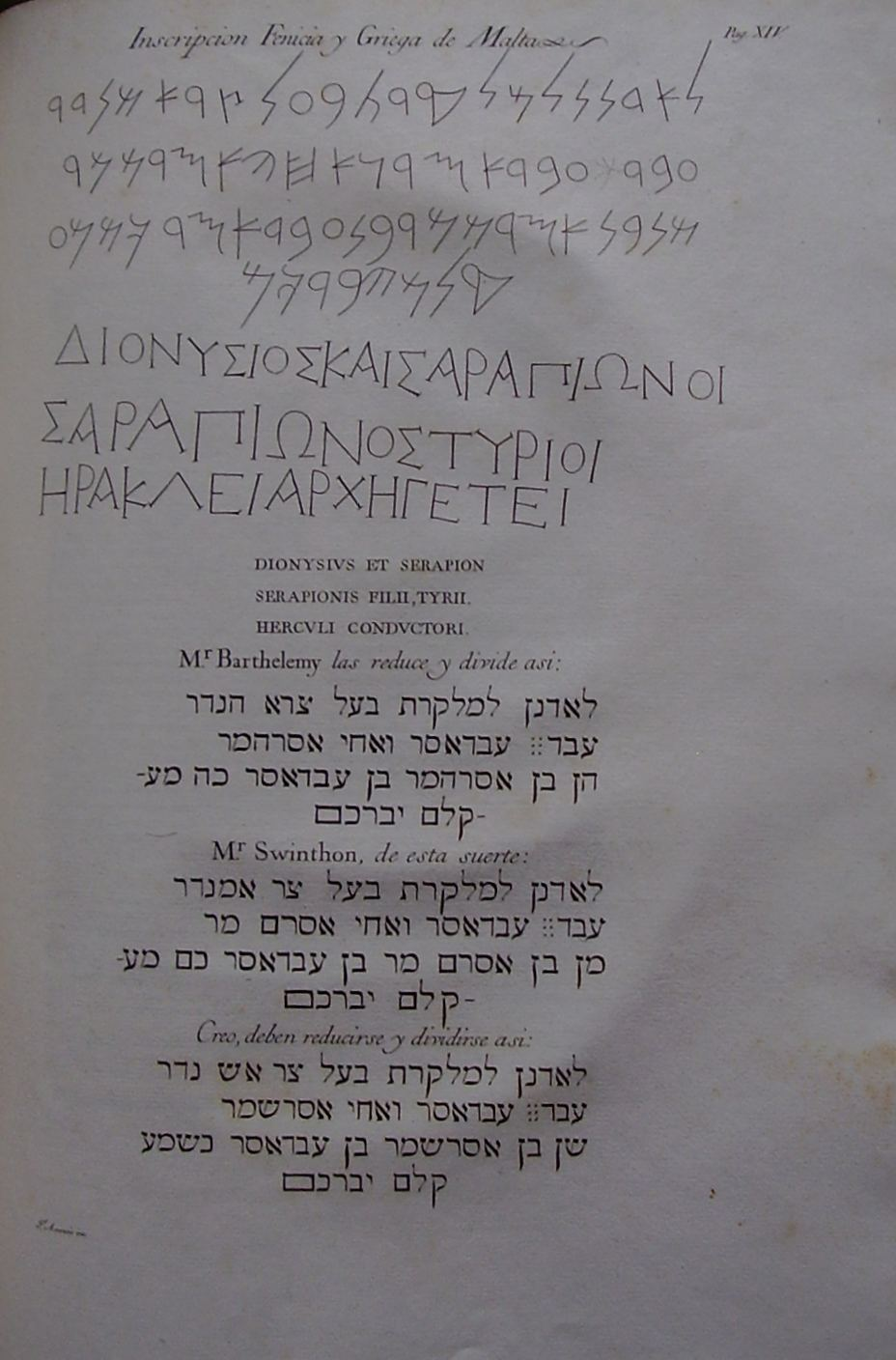
Fac similé d'une traduction de l'inscription des cippes de Melqart, effectuée en 1772 par Francisco Pérez Bayer, ainsi qu'une possible transcription en araméen.

Les cippes de Melqart sont deux cippes de marbre mis au jour à Malte, à la fin du XVIIe siècle. Les inscriptions bilingues gravées sur leur socle, en grec ancien et phénicien, sont à l'origine du déchiffrement du phénicien.

## Description
Les deux cippes datent du IIe siècle av. J.-C. ; d'origine phénicienne, ces objets servent de monuments funéraires et de bornes encensoirs. Réalisés en marbre blanc, les cippes ont une forme de candélabre, fin et étroit, décoré à leur base de feuilles d'acanthe sculptées, reposant sur un socle parallélépipédique mouluré.
Les socles portent une inscription bilingue sur l'une de leurs faces, en grec ancien et phénicien, décrivant leur dédicace comme ex-voto par deux frères, ʿAbdosir et 'Osirchamar, à Melqart, divinité de Tyr identifiée par syncrétisme avec Héraclès.

## Historique
Les cippes sont découverts à la fin du XVIIe siècle. La date de leur découverte n'est pas connue avec précision ; la tradition veut qu'ils soient exhumés à Marsaxlokk, du fait de leur dédicace à Héraclès (le dieu phénicien Melqart étant associé au dieu grec Héraclès par l'Interpretatio graeca) dont un temple à Malte existait mais dont la localisation reste inconnue.
La première mention de l'inscription se trouve dans une lettre du chanoine Ignatius de Di Costanzo datant de 1694 ; elle est copiée et publiée en 1736 par le chevalier Jean-Claude Guyot de la Marne. En 1758, l'abbé Jean-Jacques Barthélemy se sert de cette inscription bilingue pour identifier 18 des 22 lettres de l'alphabet phénicien et débuter ainsi le déchiffrement de la langue.
En 1782, Emmanuel de Rohan-Polduc, grand maître des Hospitaliers, offre l'un des cippes au roi Louis XVI. Il est conservé tout d'abord à l'Académie des inscriptions et belles-lettres, puis transféré à la bibliothèque Mazarine en 1792, où il demeure 4 ans. Il rejoint les collections du musée du Louvre en 1864, où il est toujours exposé (salle 314 du musée). Le deuxième cippe est aujourd'hui conservé au musée national d'archéologie de Malte à La Valette.
En 2023, les deux cippes sont réunis, pour la première fois depuis 1782,  au Louvre Abu Dhabi pour célébrer le cinquantenaire des relations diplomatiques entre Malte et les Emirats arabes unis .

## Inscription
L'inscription du cippe du Louvre contient 4 lignes en alphabet phénicien, suivies de 3 lignes en alphabet grec. L'inscription en phénicien est la suivante (le phénicien s'écrit de droite à gauche) :
𐤋𐤀𐤃𐤍𐤍 𐤋𐤌𐤋𐤒𐤓𐤕 𐤁𐤏𐤋 𐤑𐤓 𐤀𐤔 𐤍𐤃𐤓 𐤏𐤁𐤃𐤊 𐤏𐤁𐤃𐤀𐤎𐤓 𐤅𐤀𐤇𐤉 𐤀𐤎𐤓𐤔𐤌𐤓 𐤔𐤍 𐤁𐤍 𐤀𐤎𐤓𐤔𐤌𐤓 𐤁𐤍 𐤏𐤓𐤃𐤀𐤔𐤓 𐤊𐤔𐤌𐤏 𐤒𐤋𐤌 𐤍𐤁𐤓𐤊𐤌
Transcription :
lʾdnn lmlqrt bʿl ṣr ʾš ndr ʿbdk ʿbdʾšr wʾḥy ʾsršmr šn bn ʾsršmr bn ʿbdʾšr kšmʿ qlm ybrkm
La traduction en est la suivante :
« À notre seigneur, à Melqart, seigneur de Tyr, [c'est ce] qu'ont voué ton serviteur ʿAbdosir et son frère 'Osirchamar, les deux fils de 'Osirchamar, fils de ʿAbdosir ; parce qu'il a entendu leur voix. Qu'il les bénisse ! »

L'inscription grecque est la suivante :
ΔΙΟΝΥΣΙΟΣ ΚΑΙ ΣΑΡΑΠΙΩΝ ΟΙ ΣΑΡΑΠΙΩΝΟΣ ΤΥΡΙΟΙ ΗΡΑΚΛΕΙ ΑΡΧΗΓΕΤΕΙ
Soit (en incluant les accents et les esprits) :
dionýsios kaí sarapíōn hoí sarapíōnos týrioi hērakleí archēgétei
Traduction :
« Dionysos et Serapion les [fils] de Serapion, Tyriens, à Héraclès le fondateur. »
Le tableau ci-dessous reprend le texte, ligne par ligne :
| Inscription                 | Transcription               |
| --------------------------- | --------------------------- |
| 𐤋𐤀𐤃𐤍𐤍 𐤋𐤌𐤋𐤒𐤓𐤕 𐤁𐤏𐤋 𐤑𐤓 𐤀𐤔 𐤍𐤃𐤓  | lʾdnn lmlqrt bʿl ṣr ʾš ndr  |
| 𐤏𐤁𐤃𐤊 𐤏𐤁𐤃𐤀𐤎𐤓 𐤅𐤀𐤇𐤉 𐤀𐤎𐤓𐤔𐤌𐤓     | ʿbdk ʿbdʾšr wʾḥy ʾsršmr     |
| 𐤔𐤍 𐤁𐤍 𐤀𐤎𐤓𐤔𐤌𐤓 𐤁𐤍 𐤏𐤓𐤃𐤀𐤔𐤓 𐤊𐤔𐤌𐤏 | šn bn ʾsršmr bn ʿbdʾšr kšmʿ |
| 𐤒𐤋𐤌 𐤍𐤁𐤓𐤊𐤌                   | qlm ybrkm                   |
| ΔΙΟΝΥΣΙΟΣ ΚΑΙ ΣΑΡΑΠΙΩN OI   | dionysios kai sarapiōn oi   |
| ΣΑΡΑΠIΩNOΣ TΥPIOI           | sarapiōnos tyrioi           |
| HPΑKΛEI APXHΓETEI           | ēraklei archēgetei          |